# 本多正重
本多正重（1545年—1617年8月4日）是日本戰國時代至江戶時代初期的武將、大名。下總舟戶藩藩主。父親是本多俊正。

## 生平
在天文14年（1545年）出生，家中四男。與哥哥正信一同仕於松平家康，不過在永祿6年（1563年）的三河一向一揆中，成為一揆方武將，與正信一同成為家康的敵人。不過在永祿7年（1564年），一揆被鎮壓後，歸返成為家康的家臣。此後以德川家武將的身份，參加進攻遠江掛川城、元龜元年（1570年）的姉川之戰、元龜3年（1572年）的一言坂之戰、三方原之戰，更在此兩戰中擔任殿軍，立下武功。天正3年（1575年），參加長篠之戰，並立下武功。
此後從德川家之下出奔成為浪人，仕於瀧川一益，參加進攻播磨神吉城。之後離開一益，轉仕前田利家，在與佐佐成政戰鬥時立下武功，不過之後又離開前田家，轉仕於移至會津的蒲生氏鄉。文祿4年（1595年），在氏鄉死去後，因為蒲生家發生御家騷動，於是離開蒲生家。之後在慶長元年（1596年）歸返德川家。
慶長5年（1600年），在關原之戰中擔任檢使，因為這次功績而在慶長7年（1602年）被家康賜予近江國坂田郡內1千石。慶長19年（1614年），在大坂之陣中屬於德川秀忠，以參謀身份立下功績，因為這次功績，在元和2年（1616年）7月被賜予下總國相馬郡舟戶1萬石，成為大名。
在翌年（1617年）7月3日死去。享年73歲。長男正氏因為秀次事件而殉死，次男正包亦早逝，於是外孫兼養子正貫成為繼承人。不過在正重死後，被削減2千石，舟戶藩只有正重一代就消失。一說減封是正重的遺言。

## 人物
- 與以知略而出名的哥哥正信不同，是剛勇的使槍名手，被織田信長評為「海道第一勇士」（海道一の勇士）。
- 與其他三河武士一樣，對主君家康亦毫無忌諱地說話，於是被疏遠。
- 家康雖然疏遠正重，不過亦認為「現在內心仍不成熟。即使如此亦應該成為大名」（今に心おとなしからず。あの心にてはいかで大名には成さるべき），認同正重作為戰國武將的器量。
- 從德川家之下出奔是因為被家康疏遠，不過亦有說法指是擔任對織豐系大名的間諜。不過，能被大名登用，即代表武勇受到認同。